# Landtagswahlkreis Weißenfels
Der Landtagswahlkreis Weißenfels (Wahlkreis 39) ist ein Landtagswahlkreis in Sachsen-Anhalt. Er umfasste zur Landtagswahl in Sachsen-Anhalt 2021 vom Burgenlandkreis die Städte Lützen, Teuchern und Weißenfels.
Der Wahlkreis wird in der achten Legislaturperiode des Landtages von Sachsen-Anhalt von Elke Simon-Kuch vertreten, die das Direktmandat bei der Landtagswahl am 6. Juni 2021 mit 27,7 % der Erststimmen erstmals gewann. Davor wurde der Wahlkreis von 2016 bis 2021 von Marcus Spiegelberg vertreten.

## Wahl 2021
Im Vergleich zur Landtagswahl 2016 wurde der Zuschnitt des Wahlkreises nicht verändert. Der Name des Wahlkreises blieb gleich, die Nummer wurde jedoch von 43 auf 39 geändert.
Es traten neun Direktkandidaten an. Von den Direktkandidaten der vorhergehenden Wahl traten Marcus Spiegelberg und Rüdiger Erben erneut an. Elke Simon-Kuch gewann mit 27,7 % der Erststimmen erstmals das Direktmandat. Rüdiger Erben zog über Platz 6 der Landesliste der SPD ebenfalls in den Landtag ein. Im August 2023 rückte Maximilian Gludau über Platz 8 der Landesliste der FDP in den Landtag nach.
|                    |                      | Erst- stimmen | Erst- stimmen | Zweit- stimmen | Zweit- stimmen |
| Bewerber           | Partei               | Anzahl        | %             | Anzahl         | %              |
| ------------------ | -------------------- | ------------- | ------------- | -------------- | -------------- |
| Wahlberechtigte    | Wahlberechtigte      | 43.643        | 100,0         | 43.643         | 100,0          |
| Wähler             | Wähler               | 23.875        | 54,7          | 23.875         | 54,7           |
| Ungültige Stimmen  | Ungültige Stimmen    | 321           | 1,3           | 281            | 1,2            |
| Gültige Stimmen    | Gültige Stimmen      | 23.554        | 98,7          | 23.594         | 98,8           |
| davon              |                      |               |               |                |                |
| Elke Simon-Kuch    | CDU                  | 6.516         | 27,7          | 8.802          | 37,3           |
| Marcus Spiegelberg | AfD                  | 5.854         | 24,9          | 5.952          | 25,2           |
| Mathias Baum       | DIE LINKE            | 1.816         | 7,7           | 2.178          | 9,2            |
| Rüdiger Erben      | SPD                  | 5.446         | 23,1          | 2.286          | 9,7            |
| Stefan Jung        | GRÜNE                | 519           | 2,2           | 770            | 3,3            |
| Maximilian Gludau  | FDP                  | 1.274         | 5,4           | 1.377          | 5,8            |
| Johannes Drewitz   | FREIE WÄHLER         | 1.299         | 5,5           | 543            | 2,3            |
| –                  | NPD                  | –             | –             | 77             | 0,3            |
| –                  | Tierschutzpartei     | –             | –             | 301            | 1,3            |
| –                  | Tierschutzallianz    | –             | –             | 69             | 0,3            |
| –                  | LKR                  | –             | –             | 9              | 0,0            |
| Eric Stehr         | Die PARTEI           | 523           | 2,2           | 257            | 1,1            |
| –                  | Gartenpartei         | –             | –             | 154            | 0,7            |
| –                  | FBM                  | –             | –             | 14             | 0,1            |
| –                  | TIERSCHUTZ hier!     | –             | –             | 129            | 0,5            |
| –                  | dieBasis             | –             | –             | 411            | 1,7            |
| –                  | Klimaliste ST        | –             | –             | 6              | 0,0            |
| –                  | ÖDP                  | –             | –             | 13             | 0,1            |
| –                  | Die Humanisten       | –             | –             | 15             | 0,1            |
| –                  | Gesundheitsforschung | –             | –             | 102            | 0,4            |
| –                  | PIRATEN              | –             | –             | 85             | 0,4            |
| –                  | WiR2020              | –             | –             | 44             | 0,2            |
| Kerstin Worms      | Einzelbewerberin     | 307           | 1,3           | –              | –              |

## Wahl 2016
Bei der Landtagswahl in Sachsen-Anhalt 2016 waren 46.364 Einwohner wahlberechtigt; die Wahlbeteiligung lag bei 59,2 %. Marcus Spiegelberg gewann das Direktmandat für die AfD.
| Bewerber              | Partei   | Erststimmen in % | Zweitstimmen in % |
| --------------------- | -------- | ---------------- | ----------------- |
| Harry Lienau          | CDU      | 23,2             | 26,2              |
| Veit Raczek           | LINKE    | 16,5             | 15,6              |
| Rüdiger Erben         | SPD      | 18,9             | 12,2              |
| Fritz-Gerald Schröder | FDP      | 5,6              | 4,5               |
| Dorothee Berthold     | GRÜNE    | 4,0              | 3,4               |
| Marcus Spiegelberg    | AfD      | 31,8             | 29,6              |
| –                     | NPD      | –                | 3,1               |
| –                     | Sonstige | –                | 5,4               |

## Reform 2014
Der Landtagswahlkreis wurde mit dem Gesetz zur Parlamentsreform 2014 eingerichtet. Als Vorgänger kann der Landtagswahlkreis Hohenmölsen-Weißenfels angesehen werden, der auch schon die Stadt Weißenfels und die Ortsteile der Stadt Lützen umfasste.